# Heavy Cream
Heavy Cream es un álbum doble recopilatorio de Cream editado en 1972 que nunca ha sido editado en CD. Con 22 temas, es uno de los recopilatorios más completos de la banda.

## Lista de canciones
- "Strange Brew" (Clapton, Collins, Pappalardi) – 2:45
- "White Room" (Bruce, Brown) – 4:37
- "Badge" (Clapton, Harrison) – 2:45
- "Spoonful" (Dixon) – 6:31
- "Rollin' and Tumblin'" (Waters) – 4:41
- "I Feel Free" (Bruce, Brown) – 2:54
- "Born Under a Bad Sign" (Jones, Bell) – 3:08
- "Passing the Time" (Baker, Taylor) – 4:31
- "As You Said" (Bruce, Brown) – 4:19
- "Deserted Cities of the Heart" (Bruce, Brown) – 3:10
- "Cat's Squirrel" (Dr. Isaiah Ross, arr. Cream) – 3:05
- "Crossroads" (Johnson, arr. Clapton) – 4:13
- "Sitting on Top of the World" (Burnett) – 4:56
- "SWLABR" (Bruce, Brown) – 2:31
- "What a Bringdown" (Baker) – 3:54
- "Tales of Brave Ulysses" (Clapton, Sharp) – 2:45
- "Take It Back" (Bruce, Brown) – 3:04
- "Politician" (Bruce, Brown) – 4:11
- "I'm So Glad" (James) – 3:55
- "Sunshine of Your Love" (Bruce, Brown, Clapton) – 4:08
- "Those Were the Days" (Baker, Taylor) – 2:52
- "Doing That Scrapyard Thing" (Bruce, Brown) – 3:14